# Női 800 méteres gyorsúszás a 2015. évi nyári európai ifjúsági olimpiai fesztiválon
A 2015. évi nyári európai ifjúsági olimpiai fesztiválon az úszás női 800 méteres gyorsúszás versenyeit július 28.-án rendezték a Tbilisziben.

## Rekordok
A versenyt megelőzően a következő rekordok voltak érvényben:
| EYOF rekord | Yana Tolkacheva (Oroszország) | 8:45,44 | Murcia, Spanyolország | 2001. |

## Döntő
Női 800 méteres gyorsúszásban nem rendeztek külön előfutamokat.
| H     | Név                          | Nemzet             | E        | Mj  |
| ----- | ---------------------------- | ------------------ | -------- | --- |
| Arany | Késely Ajna Evelin           | Magyarország       | 8:44.72  | CR  |
| Ezüst | Barócsai Petra               | Magyarország       | 8:46.99  |     |
| Bronz | Antoinette Neamt             | Írország           | 8:47.12  |     |
| 4     | Celine Rieder                | Németország        | 8:52.11  |     |
| 5     | Giulia Berton                | Olaszország        | 8:52.38  |     |
| 6     | Ariadna Escribano Trivino    | Spanyolország      | 8:57.49  |     |
| 7     | Annalea Claire Davison       | Egyesült Királyság | 8:59.30  |     |
| 8     | Andrea Feng Prades Rodriguez | Spanyolország      | 9:02.24  |     |
| 9     | Niamh Hofland                | Hollandia          | 9:07.47  |     |
| 10    | Defne Kurt                   | Törökország        | 9:08.49  |     |
| 11    | Maria Claudia Gadea          | Románia            | 9:15.57  |     |
| 12    | Elina Miasoiedova            | Ukrajna            | 9:16.91  |     |
| 13    | Jade Anneke Smits            | Belgium            | 9:17.10  |     |
| 14    | Katrin Kristan               | Szlovénia          | 9:17.31  |     |
| 15    | Astrid Julie Halvorsen       | Norvégia           | 9:26.49  |     |
| 16    | Sara Lettoli                 | San Marino         | 9:28.62  |     |
| 17    | Tereza Polcarova             | Csehország         | 9:29.43  |     |
| 18    | Sara Sofia Alves             | Portugália         | 9:34.02  |     |
| 19    | Raake Baerlund               | Finnország         | 9:41.37  |     |
| 20    | Stefania Sigurthorsdottir    | Izland             | 9:54.75  |     |
| 21    | Fatima Alkaramova            | Azerbajdzsán       | 9:59.67  |     |
| 22    | Anna Andryushenko            | Azerbajdzsán       | 10:36.06 |     |
| -     | Foteini Metsiou              | Görögország        |          | DNS |